# Christopher David Brickell
Christopher David Brickell (n. 1932 ) es un botánico, y horticultor inglés.

## Algunas publicaciones
- 1979. The Royal horticultural society's encyclopaedia of practical gardening
- 1979. The RHS conservation conference. The Garden; vol. 104, parte 4. 11 pp.

### Libros
- ---------, david frederick Cutler, mary Gregory. 1980. Petaloid Monocotyledons. Ed. Academic Press for the Linnean Society. 222 pp.
- 1997. Enciclopedia de la poda. Ed. La Isla. 336 pp. ISBN 9506370540
- 1999. The Royal Horticultural Society A-Z Encyclopedia of Garden Plants. Londres: Dorling Kindersley. ISBN 1841000221
- 2000. Nueva enciclopedia de plantas y flores. Ed. Grijalbo. 744 pp. ISBN 8425334713
- ---------, trevor j. Cole. 2001. Canadian Encyclopedia of Plants and Flowers. Ed. Dorling Kindersley. 744 pp. ISBN 1553630068
- 2002. The Royal Horticultural Society encyclopedia of gardening. Ed. Dorling Kindersley. 751 pp. ISBN 1405303530
- 2006. Pruning & training. Ed. Dorling Kindersley. 336 pp. ISBN 1405315261
- 2008. RHS A-Z Encyclopedia of Garden Plants. Ed. Dorling Kindersley. 1.136 pp. ISBN 1405332964

## Honores
- 1985: Director general de la Royal Horticultural Society

### Eponimia
- (Rosaceae) Cotoneaster brickellii J.Fryer & B.Hylmö</ref> New Plantsman 8(4): 236 2001 (IK)</ref>

- La abreviatura «C.D.Brickell» se emplea para indicar a Christopher David Brickell como autoridad en la descripción y clasificación científica de los vegetales.[1]